# Estoril Open 2010
L'Estoril Open 2010   era la 21ª edizione del torneo Estoril Open. Faceva parte dell'ATP World Tour 250 series nell'ambito dell'ATP World Tour 2010 e della International nell'ambito del WTA Tour 2010. All'evento hanno preso parte sia uomini che donne, e si è giocato sulla terra rossa dell'Estádio Nacional a Oeiras in Portogallo, dal 2 al 9 maggio 2010.

## Partecipanti ATP

### Teste di serie
| Giocatore              | Nazionalità | Ranking* | Testa di serie |
| ---------------------- | ----------- | -------- | -------------- |
| Roger Federer          | Svizzera    | 1        | 1              |
| Ivan Ljubičić          | Croazia     | 15       | 2              |
| Gaël Monfils           | Francia     | 18       | 3              |
| Albert Montañés        | Spagna      | 31       | 4              |
| Guillermo García López | Spagna      | 42       | 5              |
| Florian Mayer          | Germania    | 48       | 6              |
| Juan Ignacio Chela     | Argentina   | 55       | 7              |
| Pablo Cuevas           | Uruguay     | 56       | 8              |

- Le teste di serie sono basate sul ranking del 26 aprile 2010.

### Altri partecipanti
I seguenti giocatori hanno ricevuto una wild card per il tabellone principale:
- Rui Machado
- Gaël Monfils
- Leonardo Tavares

I seguenti giocatori sono passati dalle qualificazioni:

- Pablo Andújar
- Federico Delbonis
- Marc López
- Alberto Martín

I seguenti giocatori sono stati dei lucky losers:
- David Marrero
- Michał Przysiężny

## Partecipanti WTA

### Teste di serie
| Giocatrice              | Nazionalità | Ranking* | Testa di serie |
| ----------------------- | ----------- | -------- | -------------- |
| Ágnes Szávay            | Ungheria    | 33       | 1              |
| Sorana Cîrstea          | Romania     | 39       | 2              |
| Aleksandra Wozniak      | Canada      | 46       | 3              |
| Anabel Medina Garrigues | Spagna      | 48       | 4              |
| Melinda Czink           | Ungheria    | 51       | 5              |
| Magdaléna Rybáriková    | Slovacchia  | 53       | 6              |
| Peng Shuai              | Cina        | 54       | 7              |
| Sybille Bammer          | Austria     | 56       | 8              |

- Le teste di serie sono basate sul ranking al 26 aprile 2010.

### Altre partecipanti
Le seguenti giocatrici hanno ricevuto una wild card per il tabellone principale:
- Magali De Lattre
- Maria João Koehler
- Michelle Larcher de Brito

Le seguenti giocatrici sono passate dalle qualificazioni:

- Nina Bratčikova
- Dia Evtimova
- Yvonne Meusburger
- Arantxa Rus

Le seguenti giocatrici sono state delle lucky losers:
- Jarmila Groth

## Campioni

### Singolare maschile
Albert Montañés ha battuto in finale  Frederico Gil con il punteggio di 6–2, 6(4)–7, 7–5

### Singolare femminile
Anastasija Sevastova ha battuto in finale  Arantxa Parra Santonja con il punteggio di 6–2, 7–5

### Doppio maschile
Marc López /  David Marrero hanno battuto in finale  Pablo Cuevas /  Marcel Granollers con il punteggio di 6(1)–7, 6–4, [10-4]

### Doppio femminile
Sorana Cîrstea /  Anabel Medina Garrigues hanno battuto in finale  Vitalija D'jačenko /  Aurélie Védy con il punteggio di 6–1, 7–5